# Miami Conservancy District

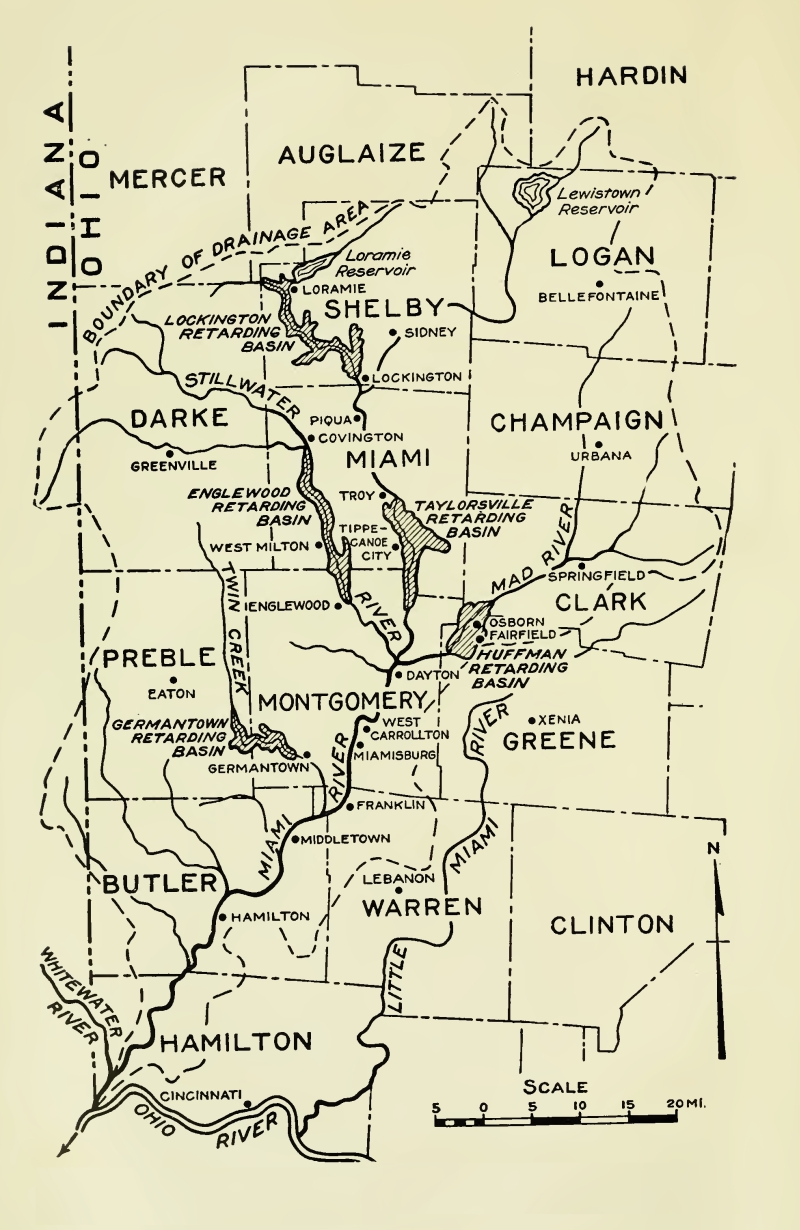
Karte mit den Hochwasserrückhaltebecken im Miami Valley, Ohio

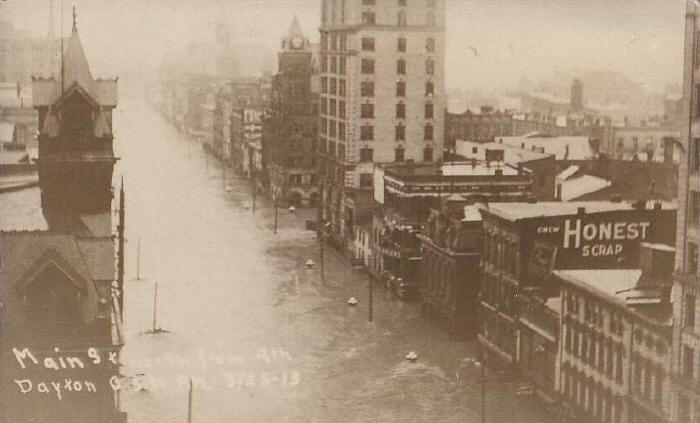
4th Street in Dayton während der Great Miami Flood in 1913

Der Miami Conservancy District (MCD) ist ein Hochwasserschutz-Zweckverband im Bundesstaat Ohio der Vereinigten Staaten Nordamerikas. Er baute das erste regional koordinierte Hochwasserschutzsystem in den USA auf, das Hochwasserrückhaltebecken einsetzte, weshalb der Zweckverband 1972 den Status eines historischen Denkmals der Ingenieurbaus erhielt.

## Geschichte
Das Hochwasserschutzprojekt des Miami Conservancy District war eine direkte Folge der Great Dayton Flood. Bei dieser katastrophalen Überschwemmung im Jahre 1913 traten der Great Miami River, der Stillwater River und der Mad River über die Ufer und überschwemmten Dayton und die umliegenden Gemeinden im Miami Valley im Südwesten von Ohio. Beim Hochwasser standen in Dayton die Straßen bis zu sechs Meter tief unter Wasser, wobei auch noch Brände ausbrachen. Es kamen mehr als 400 Leute ums Leben und der Sachschaden überstieg 100 Millionen US-Dollar. Viele glaubten, dass sich die Gegend nie wieder erholen würde.
Kurz nach der Katastrophe wurde ein Flood Prevention Committee gegründet, um Methoden zur Bewältigung von Hochwasser zu untersuchen. Aus diesen Bemühungen entstand der Miami Conservancy District, an dem ursprünglich neun Countys beteiligt waren. Es wurden fünf große normalerweise trocken stehende Hochwasserrückhaltebecken erbaut, die das Wasser nur dann aufstauen, wenn die Niederschläge im Einzugsgebiet oberhalb des Staudamms die Kapazität des Abflusskanals unterhalb übersteigen.
Die Hochwasserschutzmaßnahmen wurden in den Jahren 1918 bis 1922 umgesetzt. Neben den Dämmen wurden auch Hochwasserschutz-Deiche entlang der Flüsse gebaut und deren Kanalisierung in neun Ortschaften verbessert. Weiter wurden vier Eisenbahnstrecken verlegt, ein ganzes Dorf umgesiedelt und in Dayton die Wasser- und Gasleitungen tiefer gelegt.

## Rückhaltebecken
Die Dämme der Rückhaltebecken wurden im Spülverfahren errichtet, bei dem das Erdreich mit Wasser vermengt wird, um es an den Ort der Aufschüttung zu pumpen. Die Absperrbauwerke wurden in Beton ausgeführt.
Das größte Rückhaltebecken des Zweckverbandes ist dasjenige bei Englewood, das die Fluten des Stillwater Rivers zurückhält. Weitere Becken befinden sich bei Germantown, bei Fairborn, nördlich von Piqua bei Lockington und Vandalia.
| Namen            | Ortschaft  | Fluss             | Lage                             | Staudamm     | Staudamm | Staudamm | Becken      | Becken   | Fertiggestellt |
| Namen            | Ortschaft  | Fluss             | Lage                             | Volumen      | Höhe     | Länge    | Inhalt      | Fläche   |                |
| ---------------- | ---------- | ----------------- | -------------------------------- | ------------ | -------- | -------- | ----------- | -------- | -------------- |
| Englewood Dam    | Englewood  | Stillwater River  | 39° 52′ 16″ N, 84° 16′ 59,5″ W   | 2.700.000 m³ | 34 m     | 1437 m   | 258 Mio. m³ | 26 km²   | 1919           |
| Germantown Dam   | Germantown | Twin Creek        | 39° 38′ 13,6″ N, 84° 24′ 11,6″ W | 661.000 m³   | 30 m     | 370 m    | 90 Mio. m³  | 11,9 km² | 1920           |
| Huffman Dam      | Fairborn   | Mad River         | 39° 47′ 50,5″ N, 84° 5′ 25,7″ W  | 1.273.000 m³ | 20 m     | 1020 m   | 153 Mio. m³ | 30 km²   | 1919           |
| Lockington Dam   | Lockington | Loramie Creek     | 40° 12′ 50,3″ N, 84° 14′ 38,9″ W | 868.000 m³   | 21 m     | 2000 m   | 78 Mio. m³  | 15 km²   | 1919           |
| Taylorsville Dam | Vandalia   | Great Miami River | 39° 52′ 27,3″ N, 84° 9′ 43,5″ W  | 944.000 m³   | 20 m     | 910 m    | 229 Mio. m³ | 39 km²   | 1919           |